# Horton Grand Hotel
El Horton Grand Hotel  es un hotel histórico ubicado en San Diego, California. El Horton Grand Hotel se encuentra inscrito  en el Registro Nacional de Lugares Históricos desde el 20 de junio de 1980. Comstock & Trotsche fue el arquitecto quién diseñó el Horton Grand Hotel.

## Ubicación
El Horton Grand Hotel se encuentra dentro del condado de San Diego en las coordenadas 32°42′50″N 117°09′38″O / 32.713889, -117.160556.